# Snowboard-Juniorenweltmeisterschaften 2022
Die 26. FIS-Snowboard-Juniorenweltmeisterschaften fanden vom 6. bis zum 13. März 2022 in Leysin mit den Disziplinen Halfpipe, Slopestyle und Big Air, am 31. März in Veysonnaz mit dem Snowboardcross und vom 31. März bis zum 2. April 2022 in Chiesa in Valmalenco mit den Paralleldisziplinen Parallelslalom und Parallel-Riesenslalom sowie einem Mixed-Wettbewerb statt.

## Medaillenspiegel
| Platz | Land                   | Gold | Silber | Bronze | Gesamt |
| ----- | ---------------------- | ---- | ------ | ------ | ------ |
| 1.    | Japan                  | 4    | 3      | 1      | 8      |
| 2.    | Kanada                 | 3    | 0      | 1      | 4      |
| 3.    | Südkorea               | 2    | 1      | 2      | 5      |
| 4.    | Deutschland            | 1    | 1      | 2      | 4      |
| 5.    | Vereinigtes Königreich | 1    | 1      | 0      | 2      |
| 6.    | Österreich             | 1    | 0      | 1      | 2      |
| 6.    | Frankreich             | 1    | 0      | 1      | 2      |
| 8.    | Vereinigte Staaten     | 0    | 3      | 1      | 4      |
| 9.    | Italien                | 0    | 3      | 0      | 0      |
| 10.   | Neuseeland             | 0    | 1      | 0      | 1      |
| 11.   | Schweiz                | 0    | 0      | 2      | 2      |
| 12.   | Bulgarien              | 0    | 0      | 1      | 1      |
| 12.   | Niederlande            | 0    | 0      | 1      | 1      |
|       | Gesamt                 | 13   | 13     | 13     | 39     |

## Ergebnisse Frauen

### Parallelslalom
| Platz | Land               | Sportlerin      |
| ----- | ------------------ | --------------- |
| 1     | Japan              | Tsubaki Miki    |
| 2     | Vereinigte Staaten | Iris Pflum      |
| 3     | Österreich         | Pia Schöffmann  |
| 4     | Österreich         | Martina Ankele  |
| 5     | Schweiz            | Ricarda Hauser  |
| 6     | Tschechien         | Zuzana Maděrová |
| 7     | Kanada             | Aurelie Moisan  |
| 8     | Italien            | Elisa Pava      |

Datum: 1. April 2022 in Chiesa in Valmalenco.
 Es waren 44 Teilnehmerinnen am Start.

Weitere Teilnehmerinnen aus deutschsprachigen Ländern:

 Flurina Neva Bätschi: 9. Platz

 Miriam Weis: 11. Platz

 Salome Jansing: 16. Platz

 Mathilda Scheid: 17. Platz

 Laila Ursina Bätschi: 20. Platz

 Jessica Pichelkastner: 29. Platz

 Yuna Taniguchi: 30. Platz

 Eliane Kleesattel: 33. Platz

### Parallel-Riesenslalom
| Platz | Land        | Sportlerin           |
| ----- | ----------- | -------------------- |
| 1     | Japan       | Tsubaki Miki         |
| 2     | Südkorea    | Jang Seo-hee         |
| 3     | Schweiz     | Flurina Neva Bätschi |
| 4     | Polen       | Weronika Dawidek     |
| 5     | Deutschland | Salome Jansing       |
| 6     | Schweiz     | Ricarda Hauser       |
| 7     | Österreich  | Pia Schöffmann       |
| 8     | Tschechien  | Zuzana Maděrová      |

Datum: 31. März 2022 in Chiesa in Valmalenco.
 Es waren 45 Teilnehmerinnen am Start.

Weitere Teilnehmerinnen aus deutschsprachigen Ländern:

 Martina Ankele: 9. Platz

 Miriam Weis: 10. Platz

 Yuna Taniguchi: 11. Platz

 Jessica Pichelkastner: 15. Platz

 Mathilda Scheid: 24. Platz

 Laila Ursina Bätschi: 33. Platz

 Eliane Kleesattel: 38. Platz

### Snowboardcross
| Platz | Land               | Sportlerin           |
| ----- | ------------------ | -------------------- |
| 1     | Frankreich         | Zoé Colombier        |
| 2     | Vereinigte Staaten | Brianna Schnorrbusch |
| 3     | Frankreich         | Anna Valentin        |
| 4     | Schweiz            | Seraina Ris          |
| 5     | Frankreich         | Chloé Passerat       |
| 6     | Vereinigte Staaten | Acy Craig            |
| 7     | Deutschland        | Florina Pohl         |
| 8     | Frankreich         | Camille Poulat       |

Datum: 31. März 2022 in Veysonnaz
 Es waren 24 Teilnehmerinnen am Start.

Weitere Teilnehmerinnen aus deutschsprachigen Ländern:

 Paulina Powondra: 17. Platz

 Celia Trinkl: 22. Platz

 Lara Beck: 22. Platz

 Janine Wüthrich: 22. Platz

### Halfpipe
| Platz | Land               | Sportlerin        |
| ----- | ------------------ | ----------------- |
| 1     | Südkorea           | Choi Geon         |
| 2     | Vereinigte Staaten | Kim Bea           |
| 3     | Kanada             | Brooke D'Hondt    |
| 4     | Japan              | Hinata Kaneko     |
| 5     | Schweiz            | Isabelle Lötscher |
| 6     | Schweiz            | Soha Janett       |
| 7     | Japan              | Rinoka Yamada     |
| 8     | Kanada             | Jenna Walker      |

Datum: 8. März 2022 in Leysin.
 Es waren 20 Teilnehmerinnen am Start.

Weitere Teilnehmerinnen aus deutschsprachigen Ländern:

 Kona Ettel: 9. Platz

 Andrina Salis: 10. Platz

 Anne Hedrich: 15. Platz

 Yugula Perach: 16. Platz

 Tina Schrott: 18. Platz

### Slopestyle
| Platz | Land                   | Sportlerin        |
| ----- | ---------------------- | ----------------- |
| 1     | Japan                  | Yura Murase       |
| 2     | Vereinigtes Königreich | Mia Brookes       |
| 3     | Japan                  | Chihiro Edamatsu  |
| 4     | Niederlande            | Melissa Peperkamp |
| 5     | Vereinigte Staaten     | Rebecca Flynn     |
| 6     | Australien             | Melia Stalker     |
| 7     | Kanada                 | Emeraude Maheux   |
| 8     | Deutschland            | Heli Bockhorni    |

Datum: 13. März 2022 in Leysin
 Es waren 26 Teilnehmerinnen am Start.

Weitere Teilnehmer aus deutschsprachigen Ländern:

 Andrina Salis: 23. Platz

 Philippa Marie Steeg: 26. Platz

### Big Air
| Platz | Land                   | Sportlerin        |
| ----- | ---------------------- | ----------------- |
| 1     | Vereinigtes Königreich | Mia Brookes       |
| 2     | Japan                  | Chihiro Edamatsu  |
| 3     | Niederlande            | Melissa Peperkamp |
| 4     | Australien             | Paige Jones       |
| 5     | Japan                  | Yura Murase       |
| 6     | Vereinigte Staaten     | Ella Sorensen     |
| 7     | Japan                  | Kiara Morii       |
| 8     | Kanada                 | Emeraude Maheux   |

Datum: 10. März 2022 in Leysin
 Es waren 25 Teilnehmerinnen am Start.

Weitere Teilnehmer aus deutschsprachigen Ländern:

 Andrina Salis: 12. Platz

 Philippa Marie Steeg: 15. Platz

 Heli Bockhorni: 24. Platz

## Ergebnisse Männer

### Parallel-Slalom
| Platz | Land        | Sportler            |
| ----- | ----------- | ------------------- |
| 1     | Kanada      | Ben Heldman         |
| 2     | Italien     | Fabian Lantschner   |
| 3     | Bulgarien   | Terwel Samfirow     |
| 4     | Kanada      | Adam Farber         |
| 5     | Bulgarien   | Kristian Georgiev   |
| 6     | Niederlande | Youri Zorge         |
| 7     | Bulgarien   | Alexander Krashniak |
| 8     | Österreich  | Christoph Karner    |

Datum: 1. April 2022 in Chiesa in Valmalenco.
 Es waren 46 Teilnehmer am Start.

Weitere Teilnehmerinnen aus deutschsprachigen Ländern:

 Julian Treffler: 11. Platz

 Max Kühnhauser: 13. Platz

 Benedikt Riel: 15. Platz

 Samuel Vojtasek: 17. Platz

 Werner Pietsch: 20. Platz

 Lion Hammerschmidt: 22. Platz

 Max Mohr: 23. Platz

 Kaijo Taniguchi: 32. Platz

 Nicola Meisser: 37. Platz

### Parallel-Riesenslalom
| Platz | Land               | Sportler        |
| ----- | ------------------ | --------------- |
| 1     | Kanada             | Ben Heldman     |
| 2     | Deutschland        | Max Kühnhauser  |
| 3     | Südkorea           | Ma Jun-ho       |
| 4     | Italien            | Mike Santuari   |
| 5     | Deutschland        | Kaijo Taniguchi |
| 6     | Niederlande        | Youri Zorge     |
| 7     | Vereinigte Staaten | Tate Depaepe    |
| 8     | Tschechien         | Krystof Minarik |

Datum: 31. März 2022 in Chiesa in Valmalenco.
 Es waren 47 Teilnehmer am Start.

Weitere Teilnehmerinnen aus deutschsprachigen Ländern:

 Christoph Karner: 11. Platz

 Werner Pietsch: 17. Platz

 Benedikt Riel: 21. Platz

 Lion Hammerschmidt: 30. Platz

 Max Mohr: 38. Platz

 Julian Treffler: 41. Platz

 Nicola Meisser: 45. Platz

 Samuel Vojtasek: disqualifiziert

### Snowboardcross
| Platz | Land               | Sportler        |
| ----- | ------------------ | --------------- |
| 1     | Deutschland        | Leon Ulbricht   |
| 2     | Italien            | Nicolo Colturi  |
| 3     | Deutschland        | Niels Conradt   |
| 4     | Spanien            | Alvaro Romero   |
| 5     | Österreich         | Lukas Schlatzer |
| 6     | Schweiz            | Valerio Jud     |
| 7     | Österreich         | Elias Leitner   |
| 8     | Vereinigte Staaten | Tyler Hamel     |
| 9     | Schweiz            | Thomas Abegglen |
| 9     | Schweiz            | Mischa Stähli   |

Datum: 31. März 2022 in Veysonnaz
 Es waren 60 Teilnehmer am Start.

Weitere Teilnehmerinnen aus deutschsprachigen Ländern:

 Julius Reichle: 13. Platz

 Moritz Metzger: 17. Platz

 Silas Böhler: 17. Platz

 Benjamin Bachmann: 17. Platz

 Malte Riedel: 17. Platz

 Elias Schlinger: 25. Platz

 Jakob Mateschitz: 25. Platz

 Julian Furrer: 25. Platz

 Leandro Buntschu: 33. Platz

 Tyler Rupf: 49. Platz

 Philipp Müller: 49. Platz

### Halfpipe
| Platz | Land               | Sportler               |
| ----- | ------------------ | ---------------------- |
| 1     | Südkorea           | Lee Chae-un            |
| 2     | Japan              | Shuichiro Shigeno      |
| 3     | Schweiz            | Jonas Hasler           |
| 4     | Japan              | Koyata Kikuchihara     |
| 5     | Japan              | Keita Kaneko           |
| 6     | Deutschland        | Florian Lechner        |
| 7     | Neuseeland         | Campbell Melville Ives |
| 8     | Vereinigte Staaten | Levko Fedorowycz       |

Datum: 8. März 2022 in Leysin.
 Es waren 22 Teilnehmer am Start.

Weitere Teilnehmer aus deutschsprachigen Ländern:

 Mark Schrott: 13. Platz

 Mischa Zürcher: 14. Platz

 Luis Marchesi: 18. Platz

 Matteo Ganserer: 20. Platz

### Slopestyle
| Platz | Land               | Sportler               |
| ----- | ------------------ | ---------------------- |
| 1     | Kanada             | Cameron Spalding       |
| 2     | Neuseeland         | Campbell Melville Ives |
| 3     | Vereinigte Staaten | Fynn Bullock-Womble    |
| 4     | Japan              | Taiga Hasegawa         |
| 5     | Japan              | Rikito Watanabe        |
| 6     | Japan              | Kira Kimura            |
| 7     | Niederlande        | Sam Vermaat            |
| 8     | Italien            | Ian Matteoli           |

Datum: 13. März 2022 in Leysin.
 Es waren 67 Teilnehmer am Start.

Weitere Teilnehmer aus deutschsprachigen Ländern:

 Alex Lotorto: 13. Platz

 Nicolas Schütz: 17. Platz

 Alessio Capodiferro: 21. Platz

 Gabriel Tim Kreienbühl: 24. Platz

 Jeremy Bucher: 32. Platz

 Jakob Ganserer: 37. Platz

 Elias Lionel Lehner: 43. Platz

 Peter Lotz: 54. Platz

 Eric Dovjak: 64. Platz

### Big Air
| Platz | Land       | Sportler         |
| ----- | ---------- | ---------------- |
| 1     | Österreich | Eric Dovjak      |
| 2     | Japan      | Taiga Hasegawa   |
| 3     | Südkorea   | Lee Chae-un      |
| 4     | Neuseeland | Dane Menzies     |
| 5     | Kanada     | Cameron Spalding |
| 6     | Schweiz    | Alex Lotorto     |
| 7     | Norwegen   | Embrik Kirkevoll |
| 8     | Neuseeland | Txema Mazetbrown |

Datum: 10. März 2022 in Leysin.
 Es waren 60 Teilnehmer am Start.

Weitere Teilnehmer aus deutschsprachigen Ländern:

 Alessio Capodiferro: 16. Platz

 Elias Lionel Lehner: 36. Platz

 Jakob Ganserer: 51. Platz

 Nicolas Schütz: 52. Platz

 Gabriel Tim Kreienbühl: 52. Platz

 Peter Lotz: 57. Platz

## Mixed

### Parallel Team
| Platz | Land        | Sportler                       |
| ----- | ----------- | ------------------------------ |
| 1     | Japan       | Shikoh Sugimoto Tsubaki Miki   |
| 2     | Italien     | Fabian Lantschner Elisa Fava   |
| 3     | Deutschland | Max Kühnhauser Salome Jansing  |
| 4     | Österreich  | Julian Treffler Martina Ankele |

Datum: 2. April 2022 in Chiesa in Valmalenco